# Gonzalo Huamán
Gonzalo Huamán Mazuelos – chilijski judoka. 
Startował w Pucharze Świata w 2010. Piąty na igrzyskach wojskowych w 2011. Brązowy medalista mistrzostw panamerykańskich w 2009. Wicemistrz Ameryki Południowej w 2008 roku.